# Course aux points masculine aux Jeux olympiques d'été de 2004
Navigation
Sydney 2000 Pékin 2008
La course aux points masculine est l'une des douze compétitions de cyclisme sur piste aux Jeux olympiques de 2004. Elle consistait en 160 tours de piste (40 kilomètres). 16 sprints étaient disputés donnant respectivement 5, 3, 2 et 1 points aux quatre premiers. Les cyclistes qui prenaient un tour au peloton gagnaient 20 points alors que ceux qui perdaient un tour sur le peloton perdaient 20 points.
Cette course a eu lieu le 24 août.

## Médaillés
| Or               | Argent        | Bronze      |
| Mikhail Ignatiev | Joan Llaneras | Guido Fulst |

## Résultats
Le jeune coureur Ignatiev a contrôlé les échappés et prit quatre tours pour un total de 80 points. Plusieurs autres coureurs ont réussi à en prendre un, deux ou trois mais cela n'a pas été suffisant pour rejoindre Ignatiev.

### Course (24 août)
| Rang | Coureur               | Pays               | Temps  |
| ---- | --------------------- | ------------------ | ------ |
| 1    | Mikhail Ignatiev      | Russie             | 93 pts |
| 2    | Joan Llaneras         | Espagne            | 82 pts |
| 3    | Guido Fulst           | Allemagne          | 79 pts |
| 4    | Gregory Henderson     | Nouvelle-Zélande   | 68 pts |
| 5    | Milan Kadlec          | République tchèque | 65 pts |
| 6    | Mark Renshaw          | Australie          | 60 pts |
| 7    | Peter Schep           | Pays-Bas           | 58 pts |
| 8    | Angelo Ciccone        | Italie             | 49 pts |
| 9    | Milton Wynants        | Uruguay            | 46 pts |
| 10   | Franck Perque         | France             | 43 pts |
| 11   | Marco Arriagada       | Chili              | 25 pts |
| 12   | Yauhen Sobal          | Biélorussie        | 24 pts |
| 13   | Juan Esteban Curuchet | Argentine          | 23 pts |
| 14   | Colby Pearce          | États-Unis         | 23 pts |
| 15   | Alexey Kolessov       | Kazakhstan         | 22 pts |
| 16   | Makoto Iijima         | Japon              | 13 pts |
| 17   | Franz Stocher         | Autriche           | 9 pts  |
| 18   | Matthew Gilmore       | Belgique           | 7 pts  |
| 19   | Vasyl Yakovlev        | Ukraine            | 3 pts  |
| 20   | Wong Kam Po           | Hong Kong          | 2 pts  |
|      | Chris Newton          | Grande-Bretagne    | ab.    |
|      | Mahdi Sohrabi         | Iran               | ab.    |
|      | Tomas Vaitkus         | Lituanie           | ab.    |

## Sources
- (en) Cet article est partiellement ou en totalité issu de l’article de Wikipédia en anglais intitulé « Cycling at the 2004 Summer Olympics – Men's points race » (voir la liste des auteurs).